# Jakob Placidus Altmutter

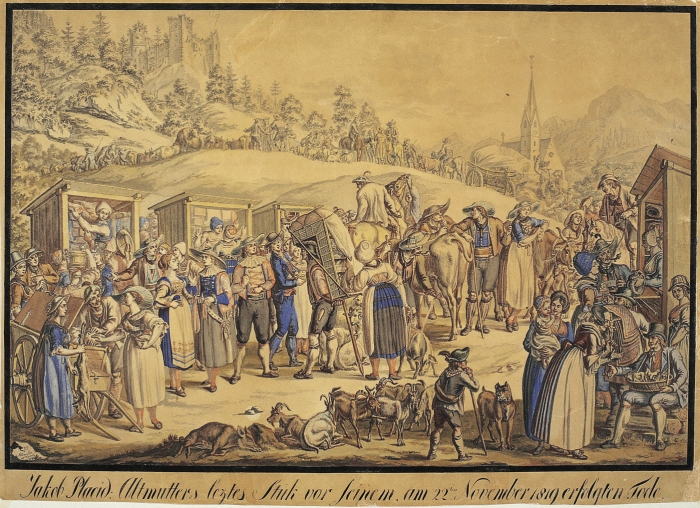
Bauernmarkt in St. Gertraudi bei Brixlegg, Aquarell, 1819

Jakob Placidus Altmutter (* 25. Juli 1780 in Innsbruck, Tirol; † 22. November 1820 in Schwaz) war ein österreichischer Maler.
Jakob Placidus Altmutter war ein Sohn von Franz Altmutter. Er lernte zunächst bei seinem Vater, von 1801 bis 1803 bei Francesco Casanova an der Akademie der bildenden Künste in Wien. Danach arbeitete er wieder in der Werkstatt des Vaters, wobei er hauptsächlich Bleistift-, Feder- und Tuschzeichnungen, aber kaum Ölbilder anfertigte. Er schuf vor allem Genrebilder des Tiroler Volkslebens und des Tiroler Volksaufstandes von 1809 und gilt als „Vater des alpinen Sittenbildes“. Dem Vater half er bei einigen Fresken, u. a. 1815 bei den Wandgemälden in der Innsbrucker Hofburg. Altmutter entwarf auch Spielkarten für das 1815 herausgegebene „Tiroler Tarock“ mit Motiven aus der Tiroler Geschichte, insbesondere dem Freiheitskampf. Zahlreiche seiner Zeichnungen werden im Tiroler Landesmuseum Ferdinandeum aufbewahrt.